# Principe Amedeo (pirofregata corazzata)
La Principe Amedeo è stata una pirofregata corazzata della Regia Marina.

## Storia e caratteristiche
Prima nave corazzata interamente progettata e costruita in Italia, la Principe Amedeo fu anche, con la gemella Palestro, l'ultima pirofregata corazzata italiana, nonché l'ultima nave corazzata italiana ad avere scafo in legno composito ed armamento velico.
Il progetto, derivato da quello della classe Roma ed elaborato dal generale ispettore del Genio Navale Giuseppe De Luca, prevedeva scafo in legno con corazzatura riportata di piastre in ferro, che tuttavia non ricopriva tutte le parti dello scafo.
Impostata nel 1865, varata nel 1872 e completata nel 1874, la nave era, a nove anni dall'impostazione, già superata al momento dell'entrata in servizio. L'armamento era inizialmente composto da 12 pezzi da 160 mm, poi sostituiti con un cannone da 280 mm e sei da 250 mm.
La nave non ebbe mai occasione di partecipare ad azioni belliche, mentre fu impiegata in servizi coloniali ed in attività di squadra.
Alle 3.40 del 25 luglio 1879 la Principe Amedeo entrò in collisione con un'altra nave, la Mediterraneo, al largo di Riposto. 
Il 12 giugno 1881 la nave, insieme alla corazzata a torri Duilio ed all'ariete Affondatore, presenziò alla cerimonia del varo, nello stesso cantiere in cui era stata costruita, quello di Castellammare di Stabia, dell'incrociatore Flavio Gioia.
Nel novembre dello stesso anno la corazzata, mentre si trovava ormeggiata a Napoli durante un violento uragano, venne urtata dalla pirofregata corazzata Roma, che aveva rotto gli ormeggi, ma nessuna delle due unità riportò danni rilevanti.
Il 19 gennaio 1885 la Principe Amedeo salpò da Napoli come nave ammiraglia di una formazione che comprendeva anche la pirofregata corazzata Castelfidardo, l'incrociatore Amerigo Vespucci, la pirofregata Garibaldi e gli avvisi Messaggiere e Vedetta, per trasportare e sbarcare a Massaua un reparto di 800 uomini (quattro compagnie di bersaglieri ed una di artiglieria, oltre a reparti del Genio zappatori e della sussistenza) al comando del colonnello Tancredi di Saletta: dopo un viaggio travagliato (durante il quale la Principe Amedeo si incagliò a Porto Said) le navi giunsero nel porto eritreo il 4 febbraio 1885 e lo occuparono immediatamente, senza incontrare resistenza da parte dei 400 militari egiziani del presidio. 
Divenuta ormai obsoleta, la vecchia corazzata venne radiata nel 1895 e demolita.